# クレーミア
クレーミア（伊: Cremia）は、イタリア共和国ロンバルディア州コモ県にある、人口約700人の基礎自治体（コムーネ）。

## 地理

### 位置・広がり
コモ県北部、コモ湖畔のコムーネ。県都コモから北北東へ34kmの距離にある。

#### 隣接コムーネ
隣接するコムーネは以下の通り。括弧内のLCはレッコ県所属を示す。
- デルヴィオ (LC)
- ガルツェーノ
- ピアネッロ・デル・ラーリオ
- プレージオ
- サン・シーロ

### 地震分類
イタリアの地震リスク階級 (it) では、4 に分類される
。

## 行政

### 山岳部共同体
広域行政組織である山岳部共同体「ヴァッリ・デル・ラーリオ・エ・デル・チェレージオ山岳部共同体」 (it:Comunità montana Valli del Lario e del Ceresio) （事務所所在地: グラヴェドーナ・エドゥニーティ）を構成するコムーネの一つである。

### 分離集落
クレーミアには、以下の分離集落（フラツィオーネ）がある。
- Cadreglio, Cantone, Cheis, Colceno, Ghiano, Marnino, Motto, Prato, Pusgnano, Raviscedo, Samaino, San Vito, Semurano, Somano, Vezzedo, Vignola